# Campionati mondiali juniores di sci nordico 2011
I campionati mondiali juniores di sci nordico 2011 si sono svolti dal 25 al 31 gennaio 2011 a Otepää, in Estonia. Si sono disputate competizioni nelle diverse specialità dello sci nordico: combinata nordica, salto con gli sci e sci di fondo.
A contendersi i titoli di campioni mondiali juniores sono stati i ragazzi e le ragazze fino ai vent'anni (nati nel 1991 e più giovani).

## Risultati

### Uomini

#### Combinata nordica

##### Individuale 10km
| Posizione | Atleta                     | Nazione  | Tempo   |
| --------- | -------------------------- | -------- | ------- |
| 1         | Johannes Rydzek            | Germania | 26:37,7 |
| 2         | Marjan Jelenko             | Slovenia | 27:25,5 |
| 3         | Kaarel Nurmsalu            | Estonia  | 27:40,2 |
| 4         | Ole Christian Wendel       | Norvegia |         |
| 5         | Jørgen Graabak             | Norvegia |         |
| 6         | Manuel Faißt               | Germania |         |
| 7         | Sepp Schneider             | Austria  |         |
| 8         | Truls Sønstehagen Johansen | Norvegia |         |
| 9         | Samuel Costa               | Italia   |         |
| 10        | Janis Morweiser            | Germania |         |

27 gennaio

Trampolino: Tehvandi HS100

Fondo: 10 km

##### Individuale 5km
| Posizione | Atleta           | Nazione  | Tempo   |
| --------- | ---------------- | -------- | ------- |
| 1         | Marjan Jelenko   | Slovenia | 12:44,5 |
| 2         | Johannes Rydzek  | Germania | 13:04,9 |
| 3         | Kaarel Nurmsalu  | Estonia  | 13:20,6 |
| 4         | Manuel Faißt     | Germania |         |
| 5         | Jože Kamenik     | Slovenia |         |
| 6         | Michael Brandner | Germania |         |
| 7         | Mario Seidl      | Austria  |         |
| 8         | Jørgen Graabak   | Norvegia |         |
| 9         | Samuel Costa     | Italia   |         |
| 10        | Paweł Słowiok    | Polonia  |         |

29 gennaio

Trampolino: Tehvandi HS100

Fondo: 5 km

##### Gara a squadre
La competizione, in programma il 30 gennaio, è stata cancellata.

#### Salto con gli sci

##### Trampolino normale
| Posizione | Atleta             | Nazione   | Tempo |
| --------- | ------------------ | --------- | ----- |
| 1         | Vladimir Zografski | Bulgaria  | 255,0 |
| 2         | Stefan Kraft       | Austria   | 251,0 |
| 3         | Kaarel Nurmsalu    | Estonia   | 249,0 |
| 4         | Anders Fannemel    | Norvegia  |       |
| 5         | Marco Grigoli      | Svizzera  |       |
| 6         | Thomas Lackner     | Austria   |       |
| 7         | Sami Niemi         | Finlandia |       |
| 8         | Espen Røe          | Norvegia  |       |
| 9         | Richard Freitag    | Germania  |       |
| 10        | Alexandre Mabboux  | Francia   |       |

28 gennaio

Trampolino: Tehvandi HS100

##### Gara a squadre
| Posizione | Nazione   | Atleti                                                                  | Tempo |
| --------- | --------- | ----------------------------------------------------------------------- | ----- |
| 1         | Austria   | Michael Hayböck Stefan Kraft Markus Schiffner Thomas Lackner            | 920,5 |
| 2         | Germania  | Richard Freitag Daniel Wenig Marinus Kraus Stephan Leyhe                | 913,0 |
| 3         | Norvegia  | Espen Røe Mats Søhagen Berggaard Anders Fannemel Sigmund Hagehaugen     | 876,0 |
| 4         | Polonia   | Tomasz Byrt Klemens Murańka Andrzej Zapotoczny Krzysztof Miętus         |       |
| 5         | Slovenia  | Rok Justin Andraž Pograjc Marjan Jelenko Nejc Dežman                    |       |
| 6         | Svizzera  | Marco Grigoli Pascal Egloff Gregor Deschwanden Adrian Schuler           |       |
| 7         | Finlandia | Antti Määttä Jarkko Määttä Miika Ylipulli Sami Niemi                    |       |
| 8         | Rep. Ceca | Miloš Kadlec Robert Kubáň Čestmír Kožíšek Pavel Farkas                  |       |
| 9         | Francia   | Alexandre Mabboux Ronan Lamy-Chappuis Benjamin Raffort Nicolas Gonthier |       |
| 10        | Estonia   | Kaarel Nurmsalu Kristjan Ilves Siim-Tanel Sammelselg Martti Nõmme       |       |

30 gennaio

Trampolino: Tehvandi HS100

#### Sci di fondo

##### 10 km
| Posizione | Atleta                 | Nazione   | Tempo   |
| --------- | ---------------------- | --------- | ------- |
| 1         | Sindre Bjørnestad Skar | Norvegia  | 24:05,2 |
| 2         | Markus Weeger          | Germania  | 24:21,2 |
| 3         | Perttu Hyvärinen       | Finlandia | 24:22,7 |
| 4         | Jonas Dobler           | Germania  |         |
| 5         | Konstantin Kuleev      | Russia    |         |
| 6         | Erik Bergfall Brovold  | Norvegia  |         |
| 7         | Max Hauke              | Austria   |         |
| 8         | Didrik Tønseth         | Norvegia  |         |
| 9         | Paul Goalabré          | Francia   |         |
| 10        | Mathias Rundgreen      | Norvegia  |         |

26 gennaio

Tecnica libera

##### Sprint
| Posizione | Atleta                 | Nazione   |
| --------- | ---------------------- | --------- |
| 1         | Sergej Ustjugov        | Russia    |
| 2         | Sondre Turvoll Fossli  | Norvegia  |
| 3         | Gleb Retivych          | Russia    |
| 4         | Emil Iversen           | Norvegia  |
| 5         | Dmitrij Golub          | Russia    |
| 6         | Simen Lanes            | Norvegia  |
| 7         | Iivo Niskanen          | Finlandia |
| 8         | Alexander Wolz         | Germania  |
| 9         | Rifat Safiullin        | Russia    |
| 10        | Sindre Bjørnestad Skar | Norvegia  |

28 gennaio

Tecnica classica

##### Skiathlon
| Posizione | Atleta                | Nazione   | Tempo   |
| --------- | --------------------- | --------- | ------- |
| 1         | Markus Weeger         | Germania  | 53:31,1 |
| 2         | Konstantin Kuleev     | Russia    | 53:50,6 |
| 3         | Perttu Hyvärinen      | Finlandia | 53:51,0 |
| 4         | Rok Tršan             | Slovenia  |         |
| 5         | Hiroyuki Miyazawa     | Giappone  |         |
| 6         | Thomas Wick           | Germania  |         |
| 7         | Damien Tarantola      | Francia   |         |
| 8         | Sergej Ustjugov       | Russia    |         |
| 9         | Erik Bergfall Brovold | Norvegia  |         |
| 10        | Florian Notz          | Germania  |         |

30 gennaio

10km tecnica classica - 10km tecnica libera

##### Staffetta 4x5 km
| Posizione | Nazione     | Atleti                                                                      | Tempo   |
| --------- | ----------- | --------------------------------------------------------------------------- | ------- |
| 1         | Norvegia    | Emil Iversen Erik Bergfall Brovold Mathias Rundgreen Sindre Bjørnestad Skar | 49:10,5 |
| 2         | Russia      | Gleb Retivych Sergej Ustjugov Konstantin Kuleev Denis Kataev                | 49:12,7 |
| 3         | Finlandia   | Sami Lähdemäki Iivo Niskanen Antti Ojansivu Perttu Hyvärinen                | 49:23,3 |
| 4         | Germania    | Florian Notz Thomas Wick Jonas Dobler Markus Weeger                         |         |
| 5         | Francia     | Alexis Jeannerod Damien Tarantola Renaud Jay Paul Goalabré                  |         |
| 6         | Austria     | Dominik Baldauf Luis Stadlober Max Hauke Niklas Liederer                    |         |
| 7         | Italia      | Maicol Rastelli Nevio Zeni Claudio Muller Francesco De Fabiani              |         |
| 8         | Svezia      | Simon Persson Daniel Svensson Karl Edenroth Gustav Eriksson                 |         |
| 9         | Canada      | Russell Kennedy Patrick Stewart-Jones Aaron Gillmor Andy Shields            |         |
| 10        | Stati Uniti | Tyler Kornfield Scott Patterson Andrew Dougherty Erik Bjornsen              |         |

31 gennaio

### Donne

#### Salto con gli sci

##### Trampolino normale
| Posizione | Atleta                     | Nazione  | Tempo |
| --------- | -------------------------- | -------- | ----- |
| 1         | Coline Mattel              | Francia  | 257,5 |
| 2         | Špela Rogelj               | Slovenia | 254,0 |
| 3         | Yūki Itō                   | Giappone | 252,0 |
| 4         | Jacqueline Seifriedsberger | Austria  |       |
| 5         | Evelyn Insam               | Italia   |       |
| 6         | Sara Takanashi             | Giappone |       |
| 7         | Eva Logar                  | Slovenia |       |
| 8         | Carina Vogt                | Germania |       |
| 9         | Bigna Windmüller           | Svizzera |       |
| 10        | Katharina Keil             | Austria  |       |

23 febbraio

Trampolino: Tehvandi HS100

##### Gara a squadre
La competizione, in programma il 29 gennaio, è stata cancellata.

#### Sci di fondo

##### 5 km
| Posizione | Atleta              | Nazione     | Tempo   |
| --------- | ------------------- | ----------- | ------- |
| 1         | Ragnhild Haga       | Norvegia    | 13:50,6 |
| 2         | Kari Øyre Slind     | Norvegia    | 13:56,2 |
| 3         | Heidi Weng          | Norvegia    | 13:58,6 |
| 4         | Martine Ek Hagen    | Norvegia    |         |
| 5         | Elena Soboleva      | Russia      |         |
| 6         | Anastasija Slonova  | Kazakistan  |         |
| 7         | Jessica Diggins     | Stati Uniti |         |
| 8         | Michiko Kashiwabara | Giappone    |         |
| 9         | Christa Jäger       | Svizzera    |         |
| 10        | Anna Ščerbinina     | Russia      |         |

26 gennaio

Tecnica libera

##### Sprint
| Posizione | Atleta              | Nazione   |
| --------- | ------------------- | --------- |
| 1         | Lucia Anger         | Germania  |
| 2         | Kari Øyre Slind     | Norvegia  |
| 3         | Ragnhild Haga       | Norvegia  |
| 4         | Maria Grundvall     | Finlandia |
| 5         | Hanna Kolb          | Germania  |
| 6         | Elena Soboleva      | Russia    |
| 7         | Michiko Kashiwabara | Giappone  |
| 8         | Gaia Vuerich        | Italia    |
| 9         | Evelina Settlin     | Svezia    |
| 10        | Barbro Kvåle        | Norvegia  |

28 gennaio

Tecnica classica

##### Skiathlon
| Posizione | Atleta             | Nazione    | Tempo   |
| --------- | ------------------ | ---------- | ------- |
| 1         | Heidi Weng         | Norvegia   | 31:08,4 |
| 2         | Martine Ek Hagen   | Norvegia   | 31:10,0 |
| 3         | Helene Jacob       | Germania   | 31:10,5 |
| 4         | Anastasija Slonova | Kazakistan |         |
| 5         | Ewelina Marcisz    | Polonia    |         |
| 6         | Kari Øyre Slind    | Norvegia   |         |
| 7         | Elena Soboleva     | Russia     |         |
| 8         | Lucia Anger        | Germania   |         |
| 9         | Ragnhild Haga      | Norvegia   |         |
| 10        | Marjaana Pitkänen  | Finlandia  |         |

30 gennaio

5km tecnica classica - 5km tecnica libera

##### Staffetta 4x3,3 km
| Posizione | Nazione     | Atleti                                                              | Tempo   |
| --------- | ----------- | ------------------------------------------------------------------- | ------- |
| 1         | Norvegia    | Ragnhild Haga Martine Ek Hagen Heidi Weng Kari Øyre Slind           | 35:03,6 |
| 2         | Russia      | Elena Serochvostova Anna Ščerbinina Anna Nečaevskaja Elena Soboleva | 35:26,2 |
| 3         | Germania    | Lucia Anger Theresa Eichhorn Helene Jacob Hanna Kolb                | 35:38,3 |
| 4         | Svezia      | Evelina Settlin Sofia Henriksson Madeleine Thorn Johanna Meyer      |         |
| 5         | Finlandia   | Tanja Kauppinen Marjaana Pitkänen Susanna Saapunki Maria Grundvall  |         |
| 6         | Slovenia    | Anja Eržen Anamarija Lampič Lea Einfalt Nika Razinger               |         |
| 7         | Stati Uniti | Amy Glen Kinsey Loan Jessica Diggins Joanne Reid                    |         |
| 8         | Italia      | Scardoni Lucia Stefania Zanon Debora Agreiter Gaia Vuerich          |         |
| 9         | Kazakistan  | Anna Stojan Ekaterina Semenovych Ol'ga Mandrika Anastasija Slonova  |         |
| 10        | Francia     | Aline Arnould Manon Benoit Marion Colin Célia Aymonier              |         |

31 gennaio